# Tetrablemma sokense
Espèce
Tetrablemma sokense est une espèce d'araignées aranéomorphes de la famille des Tetrablemmidae.

## Distribution
Cette espèce est endémique du Cambodge (Grotte de Battambang...).

## Description
Le mâle holotype mesure 1,48 mm et la femelle paratype 1,52 mm.
Cette petite araignée est couverte de plaques sclérifiées.

## Étymologie
Son nom d'espèce, composé de   et du suffixe latin -ensis, « qui vit dans, qui habite », lui a été donné en référence au lieu de sa découverte, Phnom Romsay Sok.

## Publications originales
- Lin, Li & Jäger, 2018 : Tetrablemmidae, a spider family newly recorded from Cambodia (Arachnida, Araneae). ZooKeys, 777, 43-55 (texte intégral).